# Aššur-apla-iddina
Aššur-apla-iddina (auch Aschschur-apla-iddina, oder Assur-apla-idina) war ein assyrischer König oder Thronprätendent. Die assyrische Königsliste nennt ihn „Sohn eines Niemand“, was bedeutet, dass er nicht mit dem vorherigen Königshaus verwandt war. Nach der Liste war auch sein Zeitgenosse oder Vorgänger Aššur-dugul der Sohn eines Niemand, und es werden als weitere fünf Niemandssöhne Nasir-Sin, Sin-namir, Ipqi-Ištar, Adad-salulu und Adasi aufgezählt, die zu Anfang seiner kurzen Regierungszeit herrschten.